# Bergskär, Sastmola
Bergskär (finska: Pärskeri) är en ö i Finland.   Den ligger i kommunen Sastmola i den ekonomiska regionen  Björneborgs ekonomiska region  och landskapet Satakunta, i den sydvästra delen av landet, 270 km nordväst om huvudstaden Helsingfors. Arean är 0,19 kvadratkilometer.
Terrängen på Bärskär är mycket platt. Den sträcker sig 0,8 kilometer i nord-sydlig riktning, och 0,6 kilometer i öst-västlig riktning.